# Wydział Elektryczny Zachodniopomorskiego Uniwersytetu Technologicznego w Szczecinie
Wydział Elektryczny Zachodniopomorskiego Uniwersytetu Technologicznego w Szczecinie – jeden z jedenastu wydziałów Zachodniopomorskiego Uniwersytetu Technologicznego w Szczecinie. Wydział funkcjonuje w dwóch budynkach – przy ul. Sikorskiego 37 oraz ul. 26 Kwietnia 10 w Szczecinie.
Powstał w roku 1946 jako jeden z trzech Wydziałów Szkoły Inżynierskiej w Szczecinie. W sąsiedztwie wydziału 10 czerwca 2022 r. odsłonięto ławeczkę Michała Doliwo-Dobrowolskiego.

## Historia

### Początki

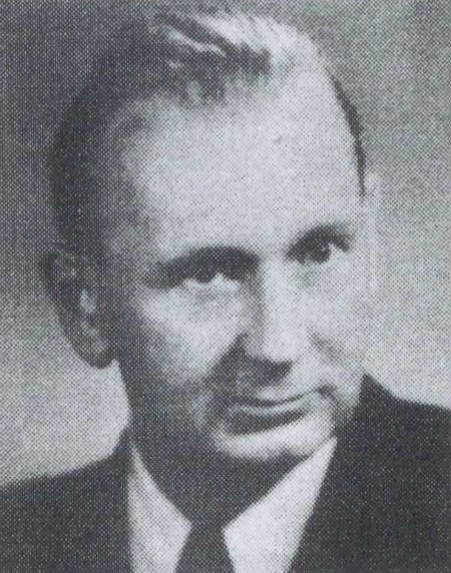
Witold Gładysz, pierwszy dziekan Wydziału Elektrycznego.

Wydział Elektryczny utworzono aktem urzędowym Ministra Oświaty Czesława Wycecha z dnia 20 stycznia 1947 r. w sprawie powołania Wyższej Szkoły Inżynierskiej (WSI) w Szczecinie z dniem 1 grudnia 1946 r. Równocześnie z Wydziałem Elektrycznym powołano też Mechaniczny i Inżynierii Lądowej. Na potrzeby Wydziału przejęto budynek przy ul. Sikorskiego 37, wzniesiony w 1900 r. z przeznaczeniem na siedzibę Królewskiej Szkoły Budowy Maszyn (niem. Königliche Maschinenbauschule); przed powstaniem WSI piwnice budynku, w których mieściły się laboratoria z maszynami i sprzętem pozostałym po przedwojennej szkole, zostały częściowo rozszabrowane; ponadto niektóre elementy wyposażenia zostały zabrane przez delegatów warszawskiej Szkoły Inżynierskiej im. Wawelberga i Rotwanda. Niesprawne było centralne ogrzewanie, zastąpione piecykami węglowymi. Pierwszym dziekanem Wydziału został mgr inż. Witold Gładysz. Po wielu miesiącach przygotowań budynku, kształcenie rozpoczęto 18 lutego 1947 r. wykładem inauguracyjnym mgr. inż. Zygmunta Paryskiego. Do 1948 r. struktura organizacyjna była następująca:
- Katedra Fizyki (kier. mgr inż. Zygmunt Paryski),
- Katedra Maszyn Elektrycznych (kier. mgr inż. Józef Rabiej),
- Katedra Podstaw Elektrotechniki (kier. mgr inż. Jan Słomiński),
- Katedra Sieci Elektrycznych (kier. mgr inż. Antoni Jezierski).

W pierwszych latach działalności wydziału kadra naukowo-dydaktyczna zmagała się z brakami aparatury laboratoryjnej, które ostatecznie udało się przezwyciężyć. W grudniu 1949 egzamin dyplomowy na stopień inżyniera zdało dwóch pierwszych absolwentów zarówno wydziału, jak i WSI: Stefan Czarnecki i Andrzej Nowak. Po 1948 r. zwiększono liczbę katedr z czterech do dziewięciu. 

### Lata 50. XX wieku

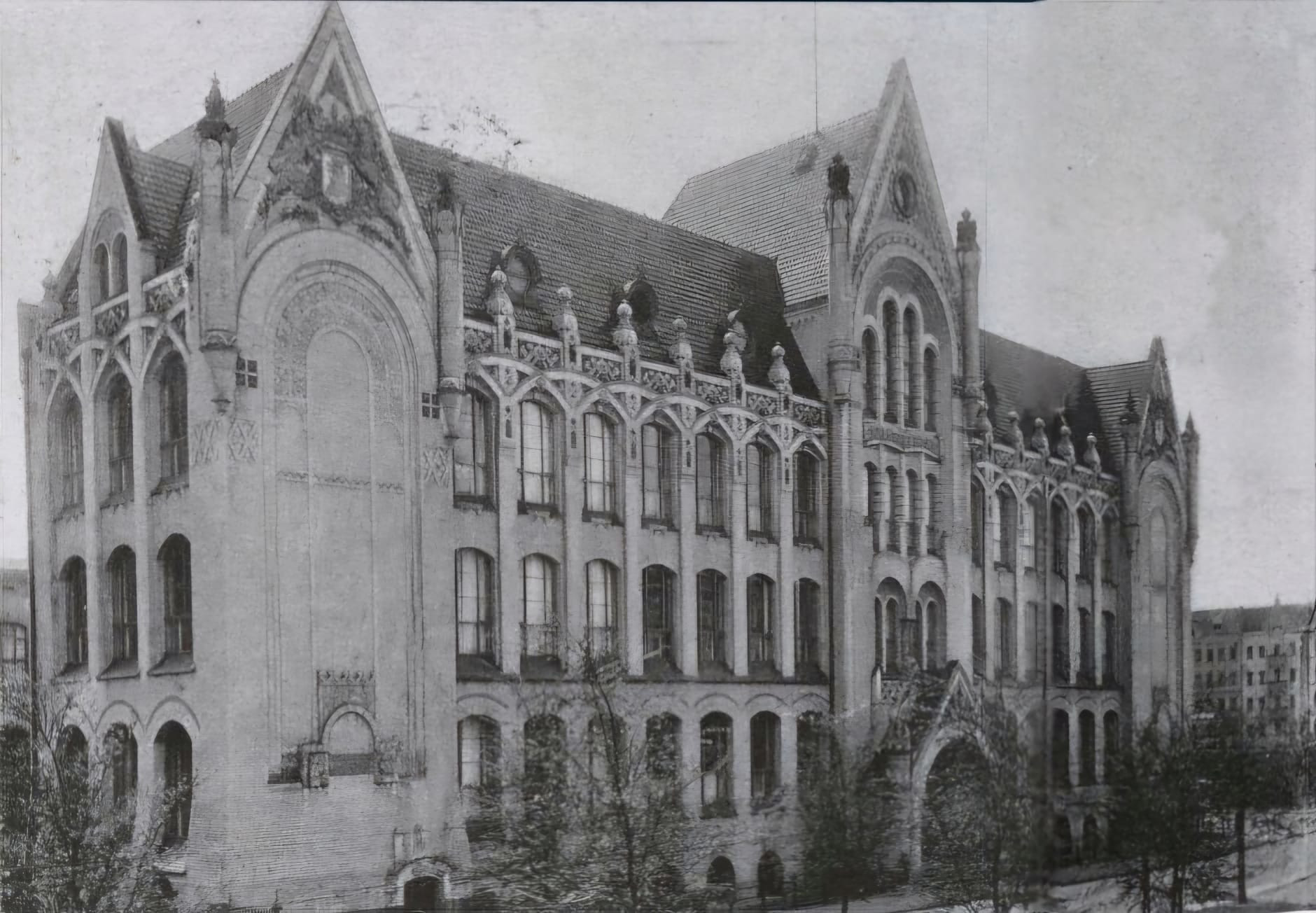
Budynek Wydziału przy ul. Sikorskiego 37 przed przebudową

W 1952 r. zarządzeniem Ministra Szkolnictwa Wyższego z dnia 31 grudnia 1952 r. zlikwidowano kształcenie na kierunku telekomunikacja i zmniejszono liczbę specjalności na kierunku energetyka. Zreformowano strukturę katedralną, która odtąd przedstawiała się następująco:
- Katedra Podstaw Elektrotechniki,
- Katedra Maszyn Elektrycznych,
- Katedra Miernictwa Elektrycznego,
- Katedra Napędu i Trakcji Elektrycznej.

Odgórnie narzucona reforma spowodowała odejście z pracy części kadry wydziału.
W 1955 r. WSI przekształcono w Politechnikę Szczecińską; równocześnie odbyły się pierwsze wybory na dziekana wydziału – wcześniej dziekanów na uczelni powoływano na drodze nominacji. Już w 1955 r. ówczesny dziekan mgr inż. Jan Słomiński podniósł problem zbyt małej bazy lokalowej rozwijającego się wydziału i zawnioskował o adaptację trzeciego piętra budynku przy ul. Sikorskiego dla potrzeb laboratoriów. Od 1956 r. ofertę wydziału rozwinięto o kształcenie na studiach magisterskich. 

### Przekształcenie w instytut

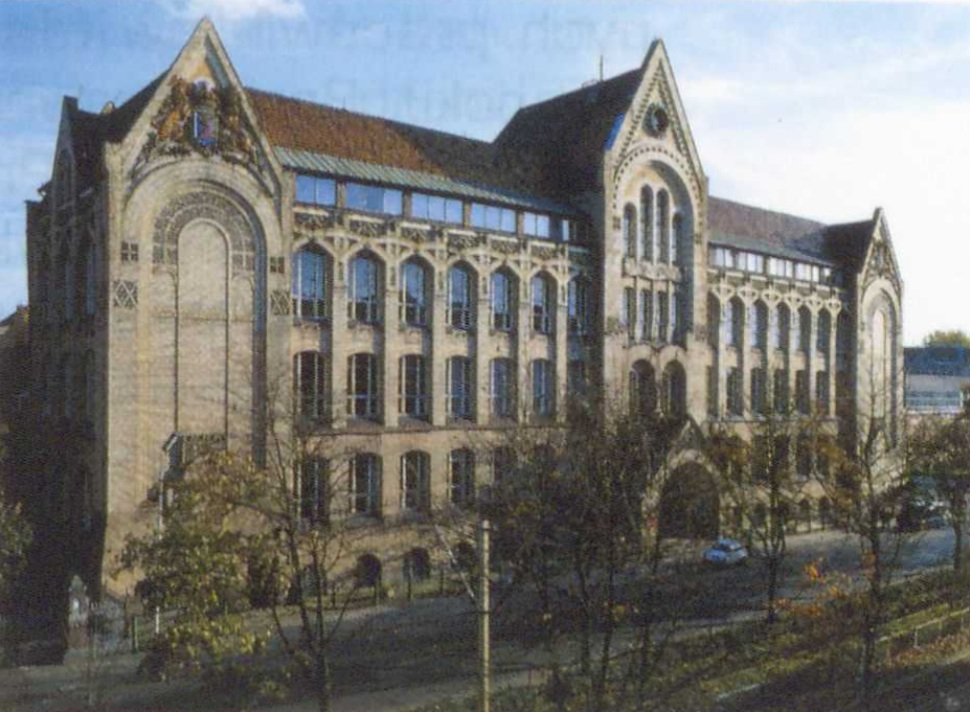
Budynek Wydziału przy ul. Sikorskiego 37 w stanie po przebudowie z 1969 r.

W latach 1958–1969 wydział dotknął kolejny kryzys kadrowy, którego przyczyną było z jednej strony odejście na emeryturę zasłużonych pracowników, a z drugiej migracje części pracowników do innych ośrodków naukowo-akademickich w Polsce. W latach 60. XX wieku zdołano jednak utworzyć czytelnię wydziałową, wyposażyć laboratoria w nowoczesny sprzęt i powiększyć bazę lokalową. W 1969 r. mgr inż. Rudolf Miętus z Katedry Elektroenergetyki doprowadził do rozpoczęcia planowanej od 1955 r. przebudowy trzeciego piętra budynku, na którym powstały pomieszczenia dla rzeczonej Katedry. W związku z kryzysem kadrowym Minister Oświaty i Szkolnictwa Wyższego zarządzeniem z dnia 23 maja 1970 r. przekształcił Wydział Elektrycznego w Instytut Elektrotechniki z dniem 1 września 1970 r. Instytut działał na prawach wydziału, ale nie miał możliwości nadawania stopnia naukowego doktora. Aby położyć kres kryzysowi kadrowemu i przywrócić instytutowi rangę wydziału, pracownicy podjęli trud zdobycia wyższych stopni naukowych na innych uczelniach. Zaowocowało to przyznaniu instytutowi prawa do nadawania stopnia doktora nauk technicznych (zarządzenie Przewodniczącego Komitetu Nauki i Techniki z dnia 26 grudnia 1971 r.).

### Reaktywacja wydziału i dalszy rozwój
Minister Nauki, Szkolnictwa Wyższego i Techniki zarządzeniem z dnia 23 stycznia 1973 r. powołał Instytut Automatyki, który wraz z Instytutem Elektrotechniki legł u podstaw reaktywacji Wydziału Elektrycznego. Nowa struktura organizacyjna była następująca:
- Instytut Elektrotechniki
  - Zakład Elektrotechniki Ogólnej (potem przemianowany na Elektrotechniki Przemysłowej)
  - Zakład Elektroenergetyki
  - Zakład Maszyn i Napędów Elektrycznych
  - Zakład Urządzeń Elektrycznych i Elektrotechniki Morskiej
- Instytut Automatyki
  - Zakład Automatyki
  - Zakład Cybernetyki i Elektroniki
  - Zakład Teorii Sterowania i Techniki Analogowej
  - Zakład Elektrotechniki Teoretycznej i Miernictwa

Ponadto we wrześniu 1982 utworzono trzeci instytut o nazwie Instytut Elektroniki i Informatyki. Przeniesiono do niego Zakład Cybernetyki i Elektroniki oraz Zakład Elektrotechniki Teoretycznej i Miernictwa oraz utworzono w nim nowy Zakład Elektronicznych Maszyn Matematycznych i dwie pracownie: Podstaw Informatyki oraz Obliczeń Numerycznych. W kolejnych latach dokonywano dalszych zmian w obrębie wewnętrznej organizacji Instytutów.

### Lata 90. XX wieku

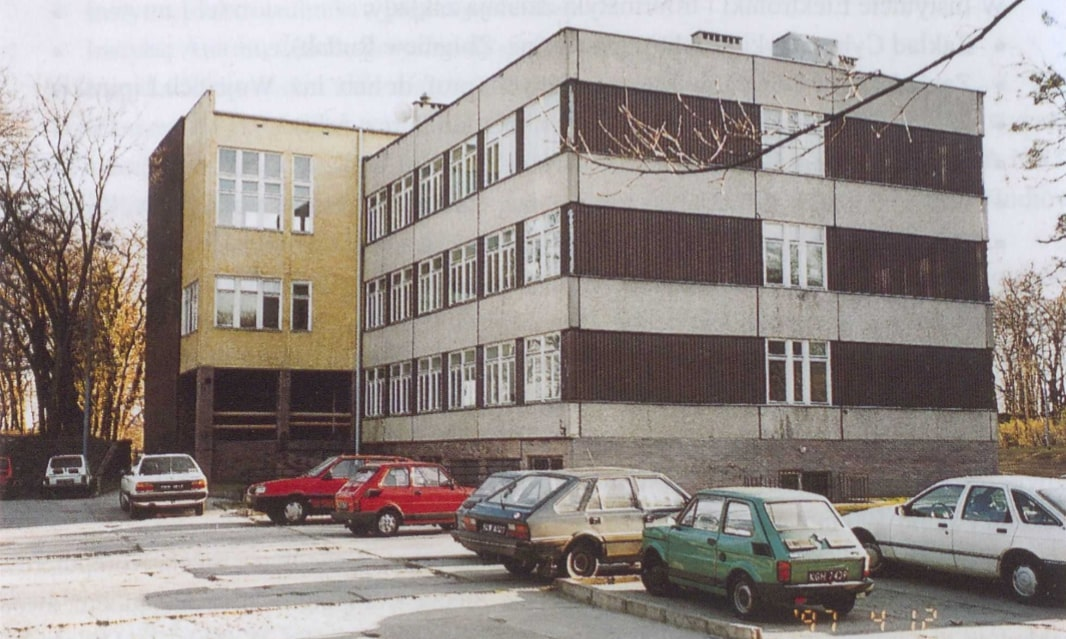
Nowy budynek Wydziału przy ul. 26 Kwietnia 10, 12 kwietnia 1997 r.

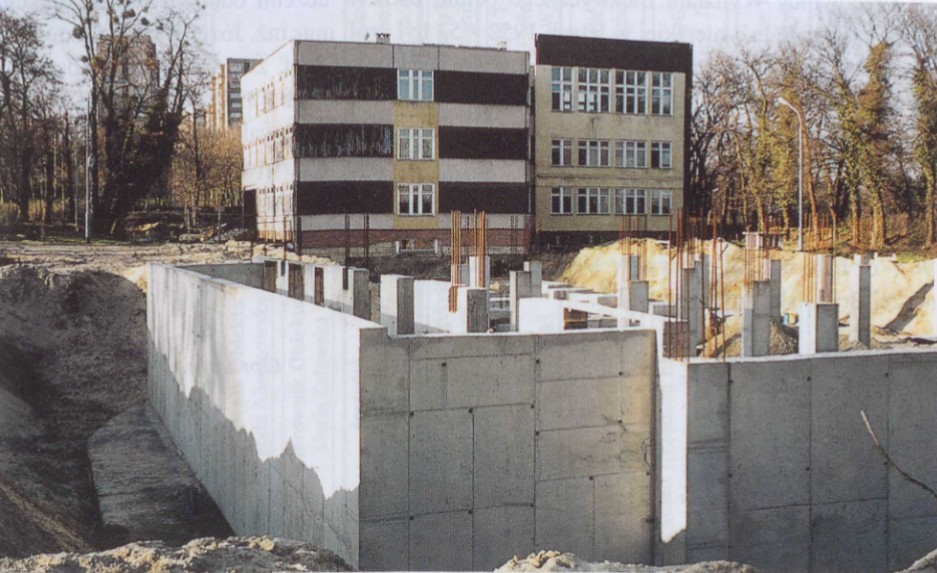
Rozbudowa budynku Wydziału przy ul. 26 Kwietnia 10, kwiecień 1997

12 listopada 1990 r. powstała niezależna od instytutów Katedra Elektrotechniki Teoretycznej i Informatyki. W 1992 r. oddano do użytku pierwsze skrzydło nowego budynku Wydziału o powierzchni 2660 m² przy ul. 26 Kwietnia 10. W latach 1995–1996 renowacji poddano historyczny budynek przy ul. Sikorskiego 37, w którym w owym czasie mieściły się: dziekanat, biblioteka i czytelnia wydziałowa nr 2, a także większość zakładów Instytutu Elektrotechniki i cała Katedra Elektrotechniki Teoretycznej i Informatyki.
Według stanu z 1999 r. Wydział Elektryczny miał następującą strukturę organizacyjną:
- Instytut Elektrotechniki:
  - Zakład Elektrotechniki Przemysłowej,
  - Zakład Elektroenergetyki,
  - Zakład Maszyn i Napędów Elektrycznych,
  - Zakład Wysokich Napięć i Elektrotechnologii.
- Instytut Automatyki Przemysłowej:
  - Zakład Automatyki,
  - Zakład Teorii Sterowania i Technik Symulacyjnych,
  - Zakład Metrologii,
  - Zakład Systemów Mikroprocesorowych.
- Instytut Elektroniki i Informatyki:
  - Zakład Cybernetyki i Elektroniki,
  - Zakład Teorii Obwodów Elektronicznych,
  - Zakład Teorii Sygnałów,
  - Zakład Technik Laserowych,
  - Zakład Podstaw Informatyki,
  - Pracownia Obliczeń Numerycznych.
- Katedra Elektrotechniki Teoretycznej i Informatyki.

### Lata 2000–2009
W latach 1946–2000 mury Wydziału opuściło ponad 4500 absolwentów: inżynierów i magistrów inżynierów, a Rada Wydziału przyznała 115 osobom stopień doktora nauk technicznych. W kwietniu 2001 oddano do użytku drugie skrzydło budynku wydziału przy ul. 26 Kwietnia 10 o powierzchni 4031 m². W czerwcu 2002 Wydział otrzymał uprawnienia do nadawania tytułu doktora habilitowanego elektrotechniki. 17 marca 2004 r. udostępniono na Wydziale bezprzewodowy dostęp do Internetu; w tym samym roku Wydział uzyskał uprawnienia do nadawania stopnia doktora automatyki i robotyki. Struktura organizacyjna w 2008 r.:
- Instytut Automatyki Przemysłowej
- Instytut Elektroniki, Telekomunikacji i Informatyki
- Instytut Elektrotechniki
  - Zakład Elektrotechniki Przemysłowej
  - Zakład Elektroenergetyki
  - Zakład Maszyn i Napędów Elektrycznych
  - Zakład Urządzeń Elektrycznych i Elektrotechniki Morskiej
  - Zakład Wysokich Napięć i Elektrotechnologii
- Katedra Elektrotechniki Teoretycznej i Informatyki
- Katedra Przetwarzania Sygnałów i Inżynierii Multimedialnej
- Laboratorium Badania Jakości Osprzętu i Urządzeń Telekomunikacyjnych

## Kierunki kształcenia
Dostępne kierunki wg stanu z 2023 r.:
- Automatyka i robotyka (studia I i II stopnia; od 1994 r.)
- Elektrotechnika (studia I i II stopnia; od 1946 r.)
- Teleinformatyka (studia I i II stopnia; od 2011 r.)

Historycznie prowadzono także studia na kierunkach: elektronika i telekomunikacja (1984–2016) oraz fizyka techniczna (1995–200?, we współpracy z Uniwersytetem Szczecińskim).

## Poczet dziekanów
| Zdjęcie | Tytuł, imię i nazwisko                  | Lata urzędowania |
| ------- | --------------------------------------- | ---------------- |
|         | mgr inż. Witold Gładysz                 | 1947–1950        |
|         | doc. mgr inż. Józef Rabiej              | 1951             |
|         | mgr inż. Edward Wysocki                 | 1951–1954        |
|         | mgr inż. Jan Słomiński                  | 1954–1958        |
|         | doc. mgr inż. Bogusław Tittenbrun       | 1958–1962        |
|         | doc. mgr inż. Józef Rabiej              | 1962–1969        |
|         | doc. dr inż. Stefan Szczerba            | 1969–1973        |
|         | doc. dr inż. Dżemal Woronowicz          | 1973–1974        |
|         | prof. dr hab. inż. Adam Żuchowski       | 1974–1977        |
|         | prof. dr hab. inż. Stanisław Skoczowski | 1977–1984        |
|         | prof. dr hab. inż. Jan Purczyński       | 1984–1990        |
|         | doc. dr inż. Wiktor Zając               | 1990–1996        |
|         | dr hab. inż. Stanisław Bańka, prof. PS  | 1996–2002        |
|         | prof. dr hab. inż. Andrzej Brykalski    | 2002–2008        |
|         | prof. dr hab. inż. Stefan Domek         | 2008–2016        |
|         | prof. dr hab. inż. Krzysztof Okarma     | 2016–2024        |
|         | dr hab. inż. Grzegorz Psuj, prof. ZUT   | od 2024          |

## Władze Wydziału
W kadencji 2024–2028:
| Stanowisko                               | Imię i nazwisko                          |
| ---------------------------------------- | ---------------------------------------- |
| Dziekan                                  | dr hab. inż. Grzegorz Psuj, prof. ZUT    |
| Prodziekan ds. organizacji i rozwoju     | dr hab. inż. Marcin Wardach, prof. ZUT   |
| Prodziekan ds. studenckich i kształcenia | dr inż. Krzysztof Jaroszewski, prof. ZUT |
| Prodziekan ds. studenckich i kształcenia | dr inż. Katarzyna Trela                  |

## Struktura organizacyjna
| Jednostka                                                                     | Kierownik                                 |
| ----------------------------------------------------------------------------- | ----------------------------------------- |
| Katedra Automatyki i Robotyki                                                 | dr hab. inż. Paweł Dworak                 |
| Katedra Elektrotechniki Teoretycznej i Informatyki Stosowanej                 | dr hab. inż. Przemysław Łopato, prof. ZUT |
| Katedra Inżynierii Systemów, Sygnałów i Elektroniki                           | prof. dr hab. inż. Jacek Piskorowski      |
| Katedra Maszyn i Napędów Elektrycznych                                        | dr hab. inż. Marcin Wardach, prof. ZUT    |
| Katedra Przetwarzania Sygnałów i Inżynierii Multimedialnej                    | prof. dr hab. inż. Krzysztof Okarma       |
| Katedra Telekomunikacji i Fotoniki                                            | dr hab. inż. Patryk Urban                 |
| Katedra Wysokich Napięć i Elektroenergetyki                                   | dr hab. inż. Szymon Banaszak, prof. ZUT   |
| Centrum Inżynierii Pól Elektromagnetycznych i Technik Wysokich Częstotliwości | dr hab. inż. Przemysław Łopato, prof. ZUT |

## Galeria

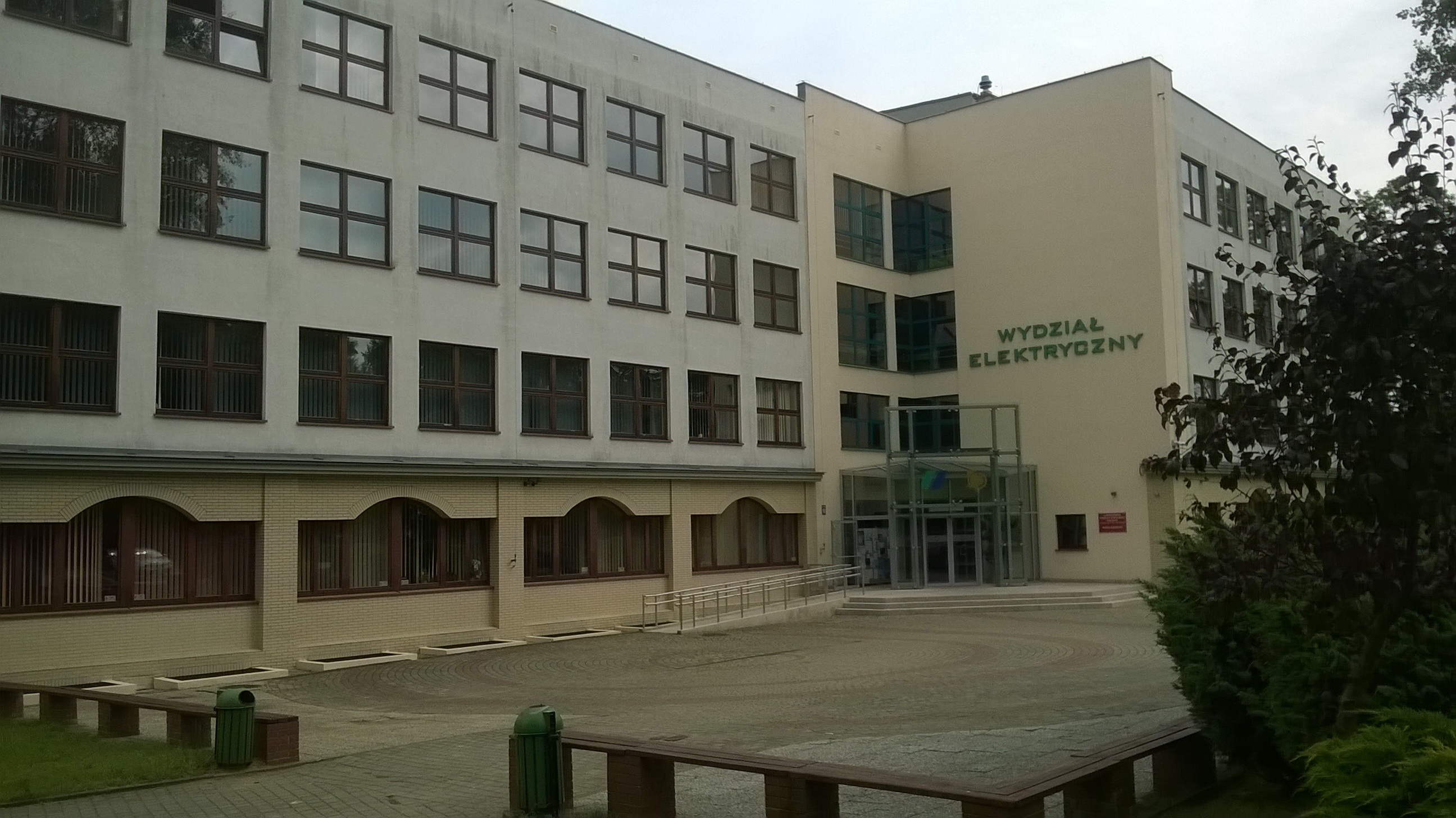
Ściana frontowa
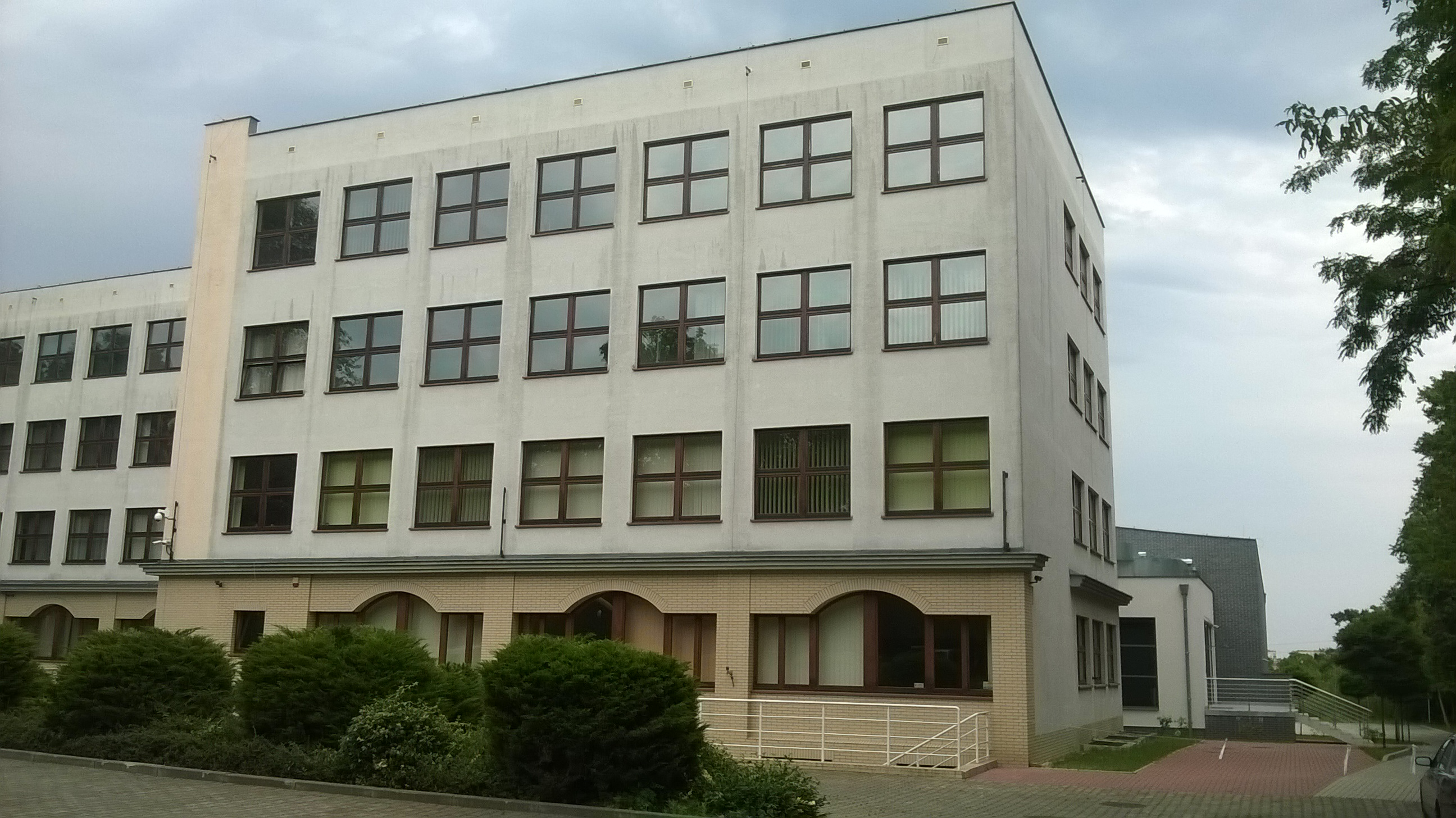
Ściana frontowa
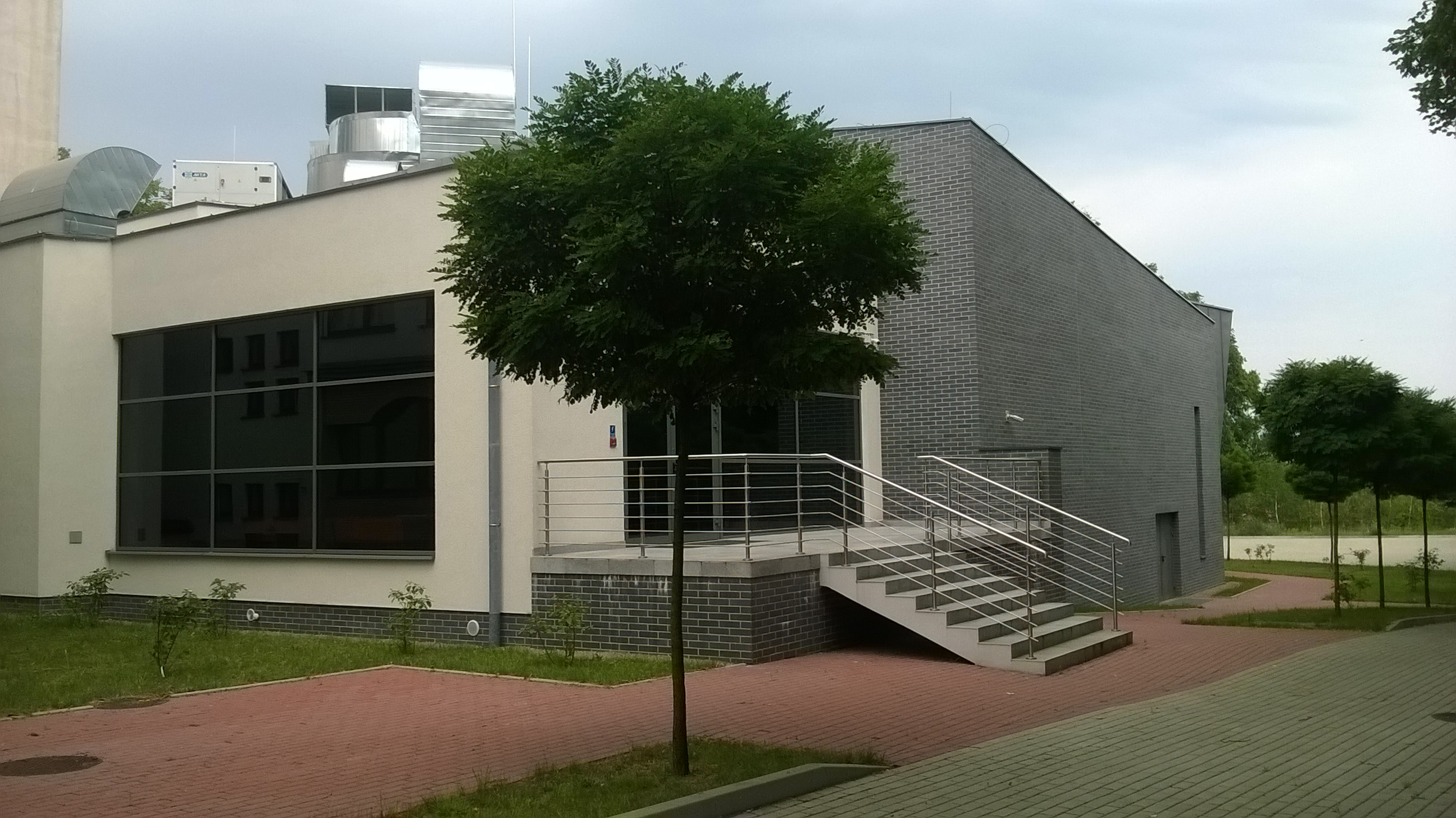
Skrzydło Audytorium im. prof. Stanisława Skoczowskiego
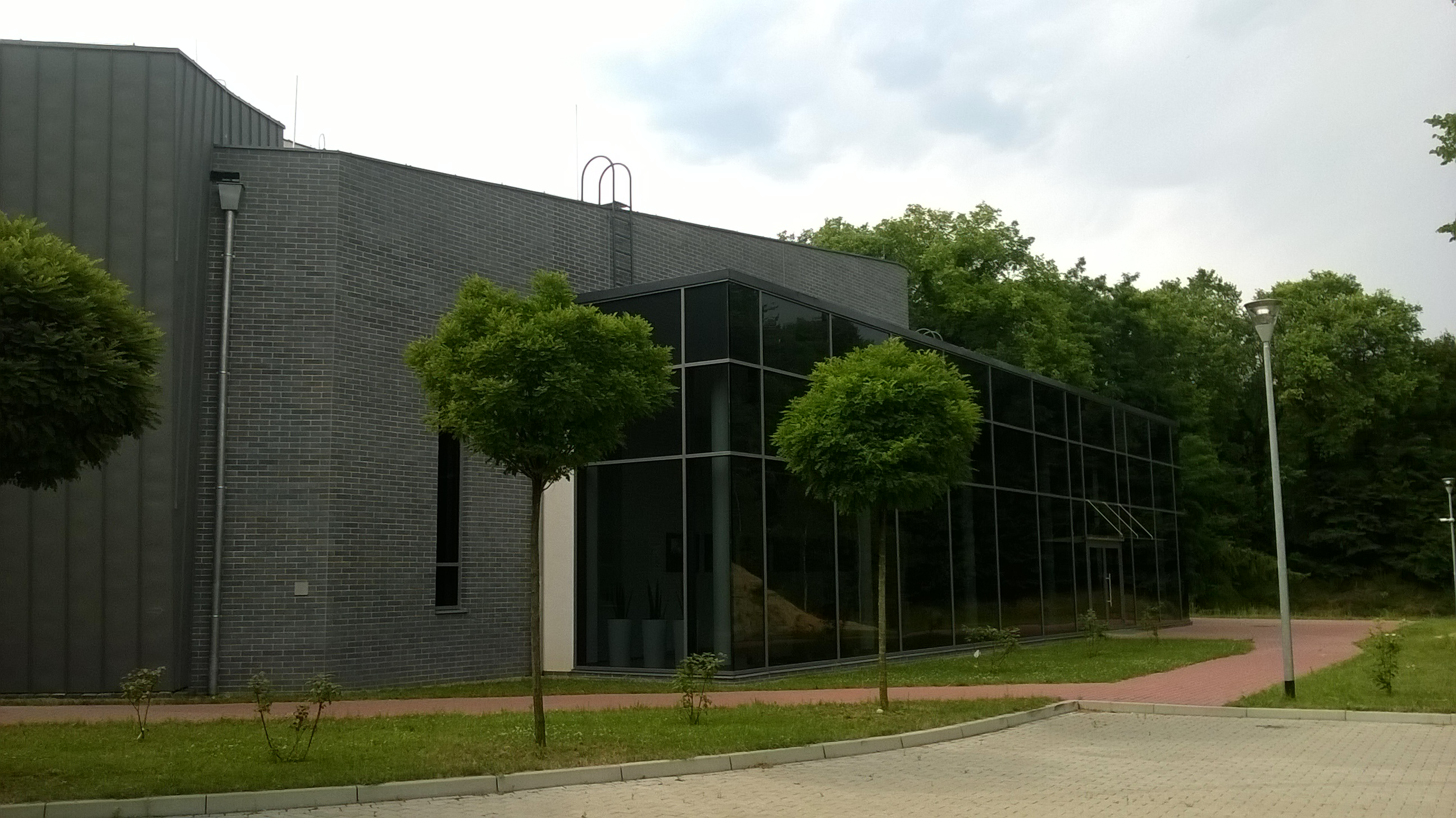
Skrzydło Audytorium im. prof. Stanisława Skoczowskiego